# Antonius Corvinus
Antonius Corvinus (Warburg, 1501. február 27. vagy április 11. – Hannover, 1553. április 5.)  evangélikus teológus, reformátor, a Calenbergi Hercegség szuperintendense.

## Életpályája
Feltehetőleg szülővárosában a domonkosrendieknél tanult, majd 1519-ben belépett a ciszterci rendbe Alsó-Szászországi Loccumban, később Riddagshausenben volt szerzetes. 1523-ban el kellett hagynia a kolostort, mert áttért a lutheránus hitre. 1528-ban lelkész lett Goslarban, majd a következő évben Witzenhausenben. Corvinus 1536-ban magiszteri fokozatot szerzett Marburgban.
Corvinus részt vett számos vallási vitában, és reformátorként tevékenykedett a Braunschweig-Lüneburgi Hercegségben, a Lippei Grófságban, a Hildesheimi Püspökségben és a Calenberg-Göttingeni Hercegségben. I. Erik herceg özvegye, Erzsébet hercegnő megbízásából 1542-1543 között calenbergeri szuperintendens volt. A katolikus II. Erik herceg 1549. november 2-án bebörtönöztette, és csak megbetegedése után, 1552. október 21-én engedte szabadon. 1553. április 5-én halt meg Hannoverben.

## Főbb művei
- Kurze und einfältige Auslegung, 1537
- Confutatio Augustani libri quem Interim vocant, 1548
- Eine wiedergefundene Streitschr. d. Calenberger Reformators (a lüneburgi városi tanács könyveibe maradt fenn, nyomtatásban 1936-ban jelent meg)